# Disque de Vladikavkaz
Le disque de Vladikavkaz est un disque en argile découvert en 1992 dans la ville de Vladikavkaz en Ossétie-du-Nord-Alanie, et sur lequel étaient gravés des symboles, peut-être issus d'une langue ancienne ou inconnue. 

## Historique
Le disque fut découvert en 1992, dans la cave d'une maison de Vladikavkaz. Il s'agit en fait d'un fragment de disque, qui fut porté au musée de la république d'Ossétie du Nord par son découvreur anonyme. Fait d'argile pure, de couleur marron clair, la marque d'une planche était encore visible au revers. La forme discoïdale est attestée par la courbe du bord du fragment,  ce qui permet de restituer un diamètre de 10 cm. L'épaisseur de l'objet est de 1,1 cm en son centre, mais se réduit à l'approche du bord où il ne mesure plus que 0,5 cm. Le fragment subsistant mesure 5 cm du bord au centre.
Sur l'endroit du disque ont été tracés trois cercles concentriques qui divisent la surface du disque en quatre champs. les champs sont recoupés par des lignes verticales et ainsi divisés en secteurs dans lesquels ont été tracés trois à cinq signes. On suppose qu'il s'agit d'une écriture hiéroglyphique et que les secteurs correspondent à des mots.
Le disque de Vladikavkaz est souvent comparé au disque de Phaistos, lui-même divisé en quatre champs concentriques, recoupés par des traits verticaux, avec des secteurs comportant des signes hiéroglyphiques. Contrairement au disque de Phaistos qui fut gravé sur les deux faces et à l'aide de poinçon, le disque de Vladikavkaz a été gravé à la main et sur une seule face. Mais pour la chercheuse Efi Polighianaki il ne fait aucun doute qu'un même système graphique a été utilisé pour les deux disques.
L'authenticité du disque est souvent remise en cause. D'autant que le disque a disparu en 2001 et que les études du disque ne peuvent se faire qu'à partir de photographies.